# Wattay nemzetközi repülőtér
A Wattay nemzetközi repülőtér Vientián, Laosz fővárosának repülőtere.

## Fekvése
A városközponttól légvonalban 6 km-re északnyugatra található. Egy futópályája van, a kiszolgálóépületek közé tartozik a régebbi terminál és az állategészségügyi állomás épülete, illetve a nemzetközi terminál.

## Légitársaságok és úticélok
2024-ben a Wattay nemzetközi repülőtérről az alábbi járatok indulnak:
| Légitársaság                  | Célállomások |
| ----------------------------- | --- |
| 9 Air                         | Haikou, Ningbo |
| AirAsia                       | Kuala Lumpur–International |
| Air Busan                     | Busan |
| China Eastern Airlines        | Kunming, Nanning |
| China Express Airlines        | Chongqing |
| China Southern Airlines       | Guangzhou |
| Hainan Airlines               | Haikou |
| Jeju Air                      | Seoul−Incheon Szezonális: Muan |
| Jin Air                       | Szezonális: Seoul–Incheon |
| Lao Airlines                  | Bangkok–Suvarnabhumi, Changsha, Changzhou, Chengdu–Tianfu, Cheongju, Da Nang, Guangzhou, Hangzhou, Hanoi, Ho Chi Minh City, Kunming, Luang Namtha, Luang Prabang, Oudomxay, Pakse, Phnom Penh, Savannakhet, Seoul–Incheon, Shanghai–Pudong, Wenzhou, Xam Neua, Xiangkhoang |
| Lao Skyway                    | Bokeo-Ton Pheung, Luang Namtha, Luang Prabang, Oudomxay, Pakse, Phongsali, Savannakhet, Sayaboury, Xam Neua, Xepon-Viraboury, Xiangkhoang |
| Lucky Air                     | Kunming |
| Myanmar Airways International | Yangon |
| Scoot                         | Singapore |
| Sichuan Airlines              | Kunming |
| Thai AirAsia                  | Bangkok–Don Mueang |
| Thai Airways International    | Bangkok–Suvarnabhumi |
| T'way Air                     | Busan, Seoul–Incheon Szezonális: Daegu |
| VietJet Air                   | Ho Chi Minh City |
| Vietnam Airlines              | Hanoi, Ho Chi Minh City, Phnom Penh |
| West Air                      | Changsha |